# Rhamphidarpoides ruandensis
Rhamphidarpoides ruandensis är en mångfotingart som beskrevs av Kraus 1960. Rhamphidarpoides ruandensis ingår i släktet Rhamphidarpoides och familjen Odontopygidae. Inga underarter finns listade i Catalogue of Life.